# Végh Zoltán
Végh Zoltán (Veszprém, 1971. április 7. –) magyar válogatott labdarúgó, kapus. A magyar labdarúgó-bajnokság élvonalának legtöbbször pályára lépett labdarúgója. 2011. augusztus 21-én 570. alkalommal szerepelt NB I-es bajnoki mérkőzésen.

## Pályafutása

### Klubcsapatban
Élvonalbeli pályafutását Veszprémben kezdte, ahonnan Győrbe vezetett az útja. Négy első számú kapusként eltöltött év után igazolt külföldre, ahol 1 évet maradt. Hazatérve megfordult a BVSC-ben és a Vasasban is, 2000 óta az MTK labdarúgója. Két idényt kölcsönben a Videoton csapatánál töltött. 2003-ban visszatért az MTK-ba ahol, állandó tagja volt a kezdőcsapatnak, még csapatkapitány is volt.
2009-ben 6 egymást követő MTK-s idény után Újpestre szerződött, majd 2 héttel később kölcsönadták Angyalföldre a Vasashoz egy évre. 2010 májusában a kölcsönszerződést még egy évvel meghosszabbították.
2011-ben a visszavonulás mellett döntött, majd mégis elfogadta a Ferencváros ajánlatát, miszerint az utánpótlásban végzett munka mellett a csapat keretének is tagja. 1 mérkőzésen védett. A 2011-12-es szezon után vonult vissza, immáron véglegesen

### A válogatottban
A válogatottban 1991. december 8-án Salvador ellen debütált, és 25 mérkőzésen szerepelt, s 39 gólt kapott. A magyar labdarúgók közül egyedülálló módon 8  szövetségi kapitány idejében is pályára lépett a válogatottban, de csak Verebes József és Várhidi Péter válogatottjában volt kezdő ember. Az utolsó meccsét 2007. június 6-án Oslóban játszotta Norvégia ellen.

## Sikerei, díjai
BVSC
- Magyar kupa
  - döntős (1): 1997

 Vasas
- Magyar bajnokság
  - bronzérmes (2):  1998, 2000
- Magyar kupa
  - döntős (1): 2000

 MTK
- Magyar bajnokság
  - bajnok (1): 2008
  - ezüstérmes (1): 2007
  - bronzérmes (1): 2005
- Magyar szuperkupa
  - győztes (1): 2008

## Statisztika

### Mérkőzései a válogatottban
| Magyarország | Magyarország        | Magyarország                     | Magyarország  | Magyarország | Magyarország | Magyarország | Magyarország | Magyarország |
| #            | Dátum               | Helyszín                         | Hazai         | Eredmény     | Vendég       | Kiírás       | Gólok        | Esemény      |
| ------------ | ------------------- | -------------------------------- | ------------- | ------------ | ------------ | ------------ | ------------ | ------------ |
| 1.           | 1991. december 8.   | San Salvador                     | Salvador      | 1 – 1        | Magyarország | barátságos   | -            |              |
| 2.           | 1993. szeptember 8. | Budapest, Üllői úti Stadion      | Magyarország  | 1 – 3        | Oroszország  | vb-selejtező | -            |              |
| 3.           | 1993. október 27.   | Budapest, Üllői úti Stadion      | Magyarország  | 1 – 0        | Luxemburg    | vb-selejtező | -            |              |
| 4.           | 1994. március 9.    | Budapest, Népstadion             | Magyarország  | 1 – 2        | Svájc        | barátságos   | -            |              |
| 5.           | 1994. március 23.   | Linz                             | Ausztria      | 1 – 1        | Magyarország | barátságos   | -            |              |
| 6.           | 1994. április 6.    | Szombathely, Rohonci úti stadion | Magyarország  | 0 – 1        | Szlovénia    | barátságos   | -            | 46'          |
| 7.           | 1994. április 20.   | Koppenhága                       | Dánia         | 3 – 1        | Magyarország | barátságos   | -            |              |
| 8.           | 1994. május 4.      | Krakkó                           | Lengyelország | 3 – 2        | Magyarország | barátságos   | -            |              |
| 9.           | 1994. május 18.     | Győr, Rába ETO Stadion           | Magyarország  | 2 – 2        | Horvátország | barátságos   | -            |              |
| 10.          | 1994. június 1.     | Eindhoven, Philips Stadion       | Hollandia     | 7 – 1        | Magyarország | barátságos   | -            |              |
| 11.          | 1994. június 8.     | Brüsszel, Heysel Stadion         | Belgium       | 3 – 1        | Magyarország | barátságos   | -            | 72'          |
| 12.          | 1995. április 26.   | Budapest, Népstadion             | Magyarország  | 1 – 0        | Svédország   | Eb-selejtező | -            |              |
| 13.          | 1995. augusztus 16. | Siófok                           | Magyarország  | 0 – 2        | Izrael       | barátságos   | -            | 46'          |
| 14.          | 1997. augusztus 6.  | Siófok                           | Magyarország  | 3 – 0        | Málta        | barátságos   | -            | 77'          |
| 15.          | 2003. június 7.     | Budapest, Puskás Ferenc Stadion  | Magyarország  | 3 – 1        | Lettország   | Eb-selejtező | -            |              |
| 16.          | 2003. június 11.    | Serravalle                       | San Marino    | 0 – 5        | Magyarország | Eb-selejtező | -            |              |
| 17.          | 2003. augusztus 20. | Muraszombat                      | Szlovénia     | 2 – 1        | Magyarország | barátságos   | -            | 46'          |
| 18.          | 2003. november 19.  | Budapest, Üllői úti Stadion      | Magyarország  | 0 – 1        | Észtország   | barátságos   | -            | 46'          |
| 19.          | 2004. február 19.   | Limassol (CYP)                   | Magyarország  | 2 – 1        | Lettország   | barátságos   | -            |              |
| 20.          | 2006. november 15.  | Székesfehérvár, Sóstói Stadion   | Magyarország  | 1 – 0        | Kanada       | barátságos   | -            |              |
| 21.          | 2007. február 6.    | Limassol                         | Ciprus        | 2 – 1        | Magyarország | barátságos   | -            |              |
| 22.          | 2007. március 24.   | Podgorica                        | Montenegró    | 2 – 1        | Magyarország | barátságos   | -            | 46'          |
| 23.          | 2007. március 28.   | Budapest, Szusza Ferenc Stadion  | Magyarország  | 2 – 0        | Moldova      | Eb-selejtező | -            |              |
| 24.          | 2007. június 2.     | Iráklio, Pankritio               | Görögország   | 2 – 0        | Magyarország | Eb-selejtező | -            |              |
| 25.          | 2007. június 6.     | Oslo, Ullevaal Stadion           | Norvégia      | 4 – 0        | Magyarország | Eb-selejtező | -            |              |
|              | Összesen            |                                  |               | 25           | mérkőzés     |              | 0            | gól          |